# Louis Eugene Félix Néel
Louis Eugene Félix Néel ili Louis Néel (Lyon, 22. studenog 1904. – Brive-la-Gaillarde, 17. studenog 2000.), francuski fizičar. Bavio se istraživanjima na području fizike čvrstog stanja, posebno magnetizma. Teoretski je obradio niz magnetskih pojava, te bitno unaprijedio elektromagnetsku teoriju čvrstoga stanja. Za rad na području antiferomagnetizma i ferimagnetizma, koji je doveo do važnih primjena u fizici čvrstog stanja, dobio je Nobelovu nagradu za fiziku 1970. (te je godine nagrađen i H. O. G. Alfvén). Na početku Drugog svjetskog rata bio je uključen u nalaženje mogućnosti obrane francuskih brodova od magnetnih mina. Néel je otkrio i razvio postupak neutralizacije koji se sastoji u uspostavljanju magnetskoga polja broda usmjerenoga suprotno od magnetskoga polja Zemlje. Néelova temperatura je temperatura iznad koje antiferomagnetične tvari postaju paramagnetične.

## Antiferomagnetizam
Antiferomagnetizam je način magnetskoga uređenja krute tvari, pri čemu su magnetski momenti susjednih atoma usmjereni antiparalelno jedan drugomu tako da je ukupna magnetizacija u odsutnosti vanjskoga magnetskoga polja jednaka nuli. Postoji u većini anorganskih spojeva prijelaznih metala i rijetkih zemalja. Također je uočen kod nekih metala (krom, mangan i drugi) i slitina. Grijanjem se takvo antiparalelno uređenje narušava, da bi potpuno nestalo iznad određene temperature, nazvane Néelova temperatura TN, po L.E.F. Néelu koji je 1936. predložio prvo objašnjenje antiferomagnetizma. Néelova temperatura je značajka pojedinog materijala (za MnF2 je TN = 67,4 K; za NiO je TN = 520 K; za Cr2O3 je TN = 310 K). Antiferomagneti pokazuju malu pozitivnu magnetsku susceptibilnost koja dostiže maksimum na TN. Iznad temperature prijelaza antiferomagneti postaju paramagneti.

### Ferimagnetizam
Ferimagnetizam je pojava kod koje se magnetski momenti susjednih atoma ili iona u ograničenim područjima kristala (domena), koja su feromagnetska, međusobno poništavaju, slično nizu stalnih (permanentnih) magneta nasuprotnih orijentacija. Takve tvari, ponajviše feriti, odlikuju se velikom električnom otpornošću koja je uzrokovana prelascima elektrona na granicama domena, a na temperaturama višima od Curiejeve, kao i feromagnetične, prelaze u paramagnetične tvari.

### Paramagnetizam
Paramagnetizam je svojstvo mnogih tvari, kemijskih elemenata (na primjer aluminija i kisika) i kemijskih spojeva, koje obilježava relativna magnetska permeabilnost nešto veća od 1. To je u prirodi najčešći oblik magnetizma. Paramagnetične tvari u magnetskom polju dobivaju slab dodatni inducirani magnetizam istoga smjera kao i polje, koji nastaje djelomičnim usmjeravanjem atomskih magnetskih momenata i veći je na nižoj temperaturi. U paramagnetskom stanju magnetski momenti atoma slabo međusobno djeluju i nisu kolektivno uređeni. I te tvari ne pokazuju makroskopsku "magnetičnost", ali se, na primjer, kuglica od aluminija pri padu kroz jako polje potkovasta magneta usporava. Kod njih se zbog toplinskoga gibanja atoma ili iona stalno mijenjaju smjerovi rezultantnih magnetskih momenata tako da je ukupni magnetski moment jednak nuli, iako su im rezultantni magnetski momenti različiti od nule.